# Zizeeria plato
Zizeeria plato är en fjärilsart som beskrevs av Blanchier 1853. Zizeeria plato ingår i släktet Zizeeria och familjen juvelvingar. Inga underarter finns listade i Catalogue of Life.